# 墨西哥賓果

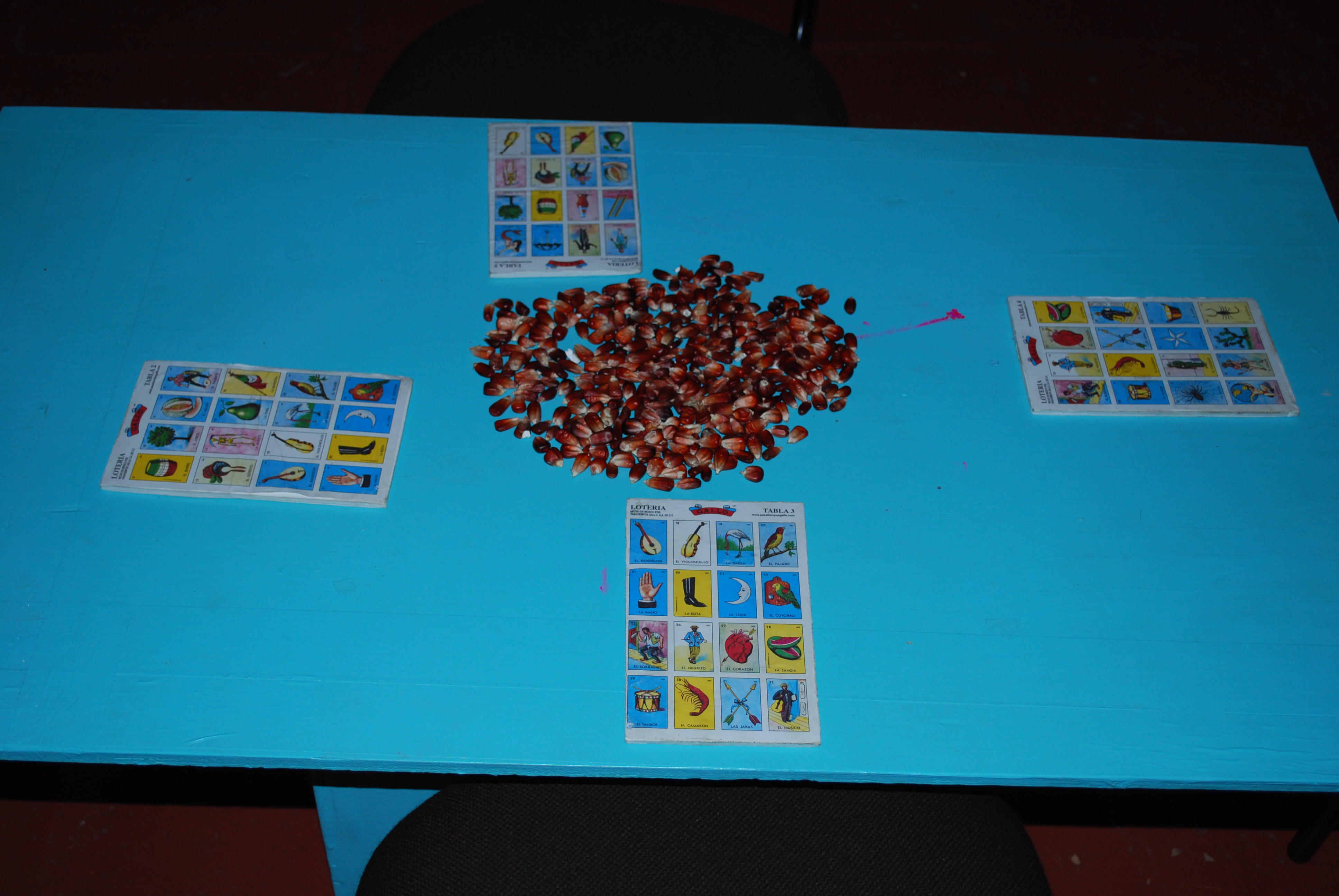
Lotería的遊戲前置階段。

在Lotería中獲勝的各種方式。

（西班牙語中表示「彩券」）是一種墨西哥傳統博弈遊戲，玩法類似美式賓果，所以又稱「墨西哥賓果」。該遊戲使用一副54張的遊戲卡牌，每張卡牌都有編號和對應圖案，不過遊戲過程中通常用不到編號。在遊戲前置階段，每位玩家都會從預先設計好的許多底板（tabla）中挑選至少一個底板，這是由16張隨機圖案組成的4×4矩陣，遊戲開始時，莊家會將所有卡牌，接著逐一抽出並宣布卡牌，每位玩家要在自己的底板上尋找對應的圖案，並將其標記起來（傳統上用小石頭、豆子或瓶蓋），首位使標記組成指定圖案（包含行、列、矩形、角落）的玩家獲得勝利。

## 歷史
起源於15世紀的義大利，並在1769年被帶到新西班牙總督轄區（現代的墨西哥），此種遊戲最初是上流社會的愛好，後來成為墨西哥節會傳統遊戲。在網路技術興起後，也出現線上版本的
2019年12月9日，Google塗鴉慶祝並推出遊戲。
2021年7月，Netflix宣布將推出遊戲的改編電影，詹姆斯·波賓執導，歐亨尼奧·德伯茲擔任主角。

## 卡片

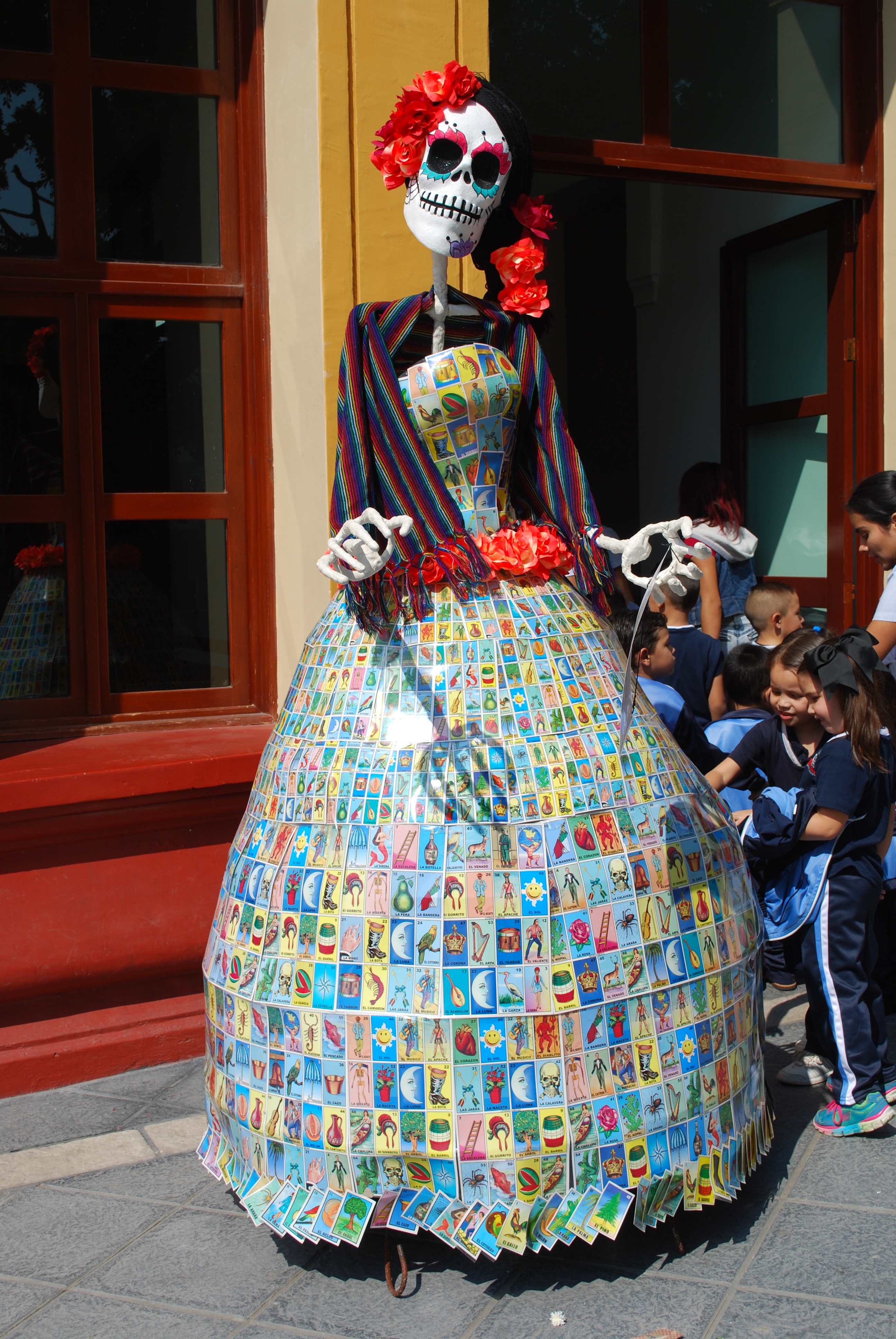
卡翠娜骷髏頭和lotería卡片裙子組成的藝術品。

下列54張卡片為墨西哥最通行的版本：
- 1 （公雞）
- 2 （小惡魔）
- 3 （淑女）
- 4 （花花公子）
- 5 （雨傘）
- 6 （美人魚）
- 7 （梯）
- 8 （瓶）
- 9 （木桶）
- 10 （樹）
- 11 （瓜）
- 12 （勇士）
- 13 （幼童寬沿帽（英语：Bonnet (headgear)））
- 14 （死亡）
- 15 （梨）
- 16 （旗幟）
- 17 （曼陀林）
- 18 （大提琴）
- 19 （鹭）
- 20 （鳥）
- 21 （手）
- 22 （靴）
- 23 （月亮）
- 24 （鸚鵡）
- 25 （醉鬼）
- 26 （小黑人），因涉及種族問題，某些版本中此張卡片會被其他設計替代。
- 27 （心臟）
- 28 （西瓜）
- 29 （鼓）
- 30 （蝦）
- 31 （箭）
- 32 （音樂家）
- 33 （蜘蛛）
- 34 （士兵）
- 35 （星）
- 36 （醬料平底鍋）
- 37 （世界）
- 38 （阿帕契族），因涉及種族問題，某些版本中此張卡片會被其他設計替代。
- 39 （梨果仙人掌）
- 40 （蠍）
- 41 （薔薇）
- 42 （骷髏）
- 43 （鐘）
- 44 （水罐）
- 45 （鹿）
- 46 （太陽）
- 47 （皇冠）
- 48 （划艇）
- 49 （松樹）
- 50 （魚）
- 51 （棕櫚樹）
- 52 （花盆）
- 53 （豎琴）
- 54 （蛙）